# Терраса Прокажённого короля

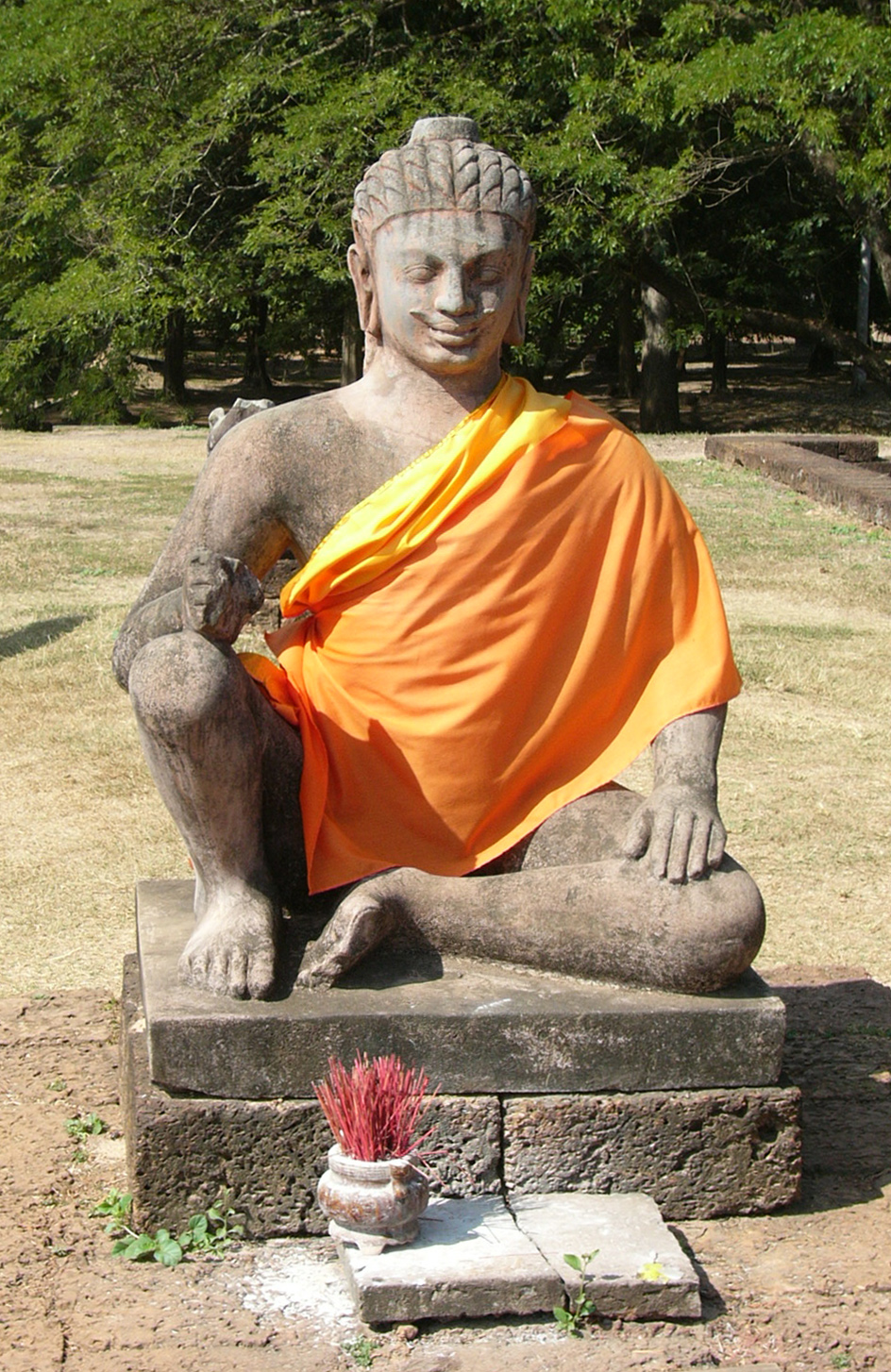
Статуя, давшая название террасе, заменена на копию.

Терраса Прокажённого короля — находится в Ангкор-Тхоме на Королевской площади, к северу от Слоновой террасы.
Передняя часть террасы обращена к Королевской площади имеет длину 24,6 метров и стену 6-7,8 метра с изображением наг, морских животных и богов.
В её нынешнем виде — её строительство не приписывается строителю Ангкор-Тхома, скорее всего реальным и действительным было бы такое предположение, что построена она была уже во время правления его преемника Джаявармана VIII.
Около террасы стоит фигура Прокажённого короля. Кто-то считает, что это фигура Джаявармана VII который возможно болел проказой (этот вывод строится на предположении о том, зачем ему было строить такое количество больниц), но более реалистичная версия — Прокажённый король — на изъеденой лишайником фигуре — изображения бога Ямы, а само назначение террасы имело погребальные функции — на ней происходила кремация почивших монархов.